# Liu Haili
Liu Haili, född 24 december 1984, är en friidrottare från Kina. Hon deltog vid olympiska sommarspelen 2008.